# Fardunji Marzban
Fardoonjee Marzban, även stavat Fardunje Marzban, född 1787, död 1847, var en parsisk tidningsutgivare som 1822 började ge ut Bombay Samachar, Indiens äldsta ännu utkommande dagstidning. Han föddes 1787 till en familj parsistisk-zoroastriska präster i Gujarat.